# Thamela Mpumlwana
Thamela Ndumiso Mpumlwana (* 18. Juni 2001) ist ein kanadischer Schauspieler und Synchronsprecher, der auch als Tänzer und Sänger in Erscheinung tritt, südafrikanischer Abstammung. Neben diversen Filmauftritten sprach er von 2013 bis 2014 den Charakter Ramone in der US-amerikanisch-kanadischen Zeichentrickserie Peg + Cat und war 2015 in einer wiederkehrenden Rolle von Rogue zu sehen.
Seine jüngere Schwester Shechinah Mpumlwana tritt ebenfalls als Schauspielerin in Erscheinung.

## Leben
Erste Einsätze in wesentlichen Film- und Fernsehproduktionen konnte Mpumlwana im Jahre 2010 verzeichnen, als er erstmals in einer Episode von Erdferkel Arthur und seine Freunde in einer Sprechrolle zu hören war. 2012 übernahm er eine Sprechrolle in der Kinderbuchverfilmung The Magic Hockey Skates, basierend auf einem Werk von Autor Allen Morgan und Illustrator Michael Martchenko aus dem Jahre 1994. Ein Jahr später war er in der Hauptrolle des Ibutho Silongo in Salvatore Sorrentinos Drama The Warrior and the Savior zu sehen. In diesem Film trat auch seine jüngere Schwester Shechinah als seine Filmschwester Umsindisi Silongo auf. Abermals ein Jahr später trat er in The Gabby Douglas Story, einem Film über die Turnerin und Olympiasiegerin Gabby Douglas, auf und spielte den Charakter Marcus Riggs in der fünften Episode der vierten Staffel von Rookie Blue, in der auch erstmals seine Schwester auftrat und eine wiederkehrende Rolle bekam. In diesem Jahr endete auch seine Mitarbeit an der US-amerikanisch-kanadischen Kinderfernsehserie Peg + Cat, an der er von 2013 bis 2014 in 22 Episoden als Synchronsprecher des Zeichentrickcharakters Ramone mitwirkte.
Bei den Joey Awards 2015 wurde er für sein Engagement in Peg + Cat für einen Joey Award in der Kategorie „Beste männliche Voice-over-Darstellung – zwischen elf und 13 Jahren“ nominiert, konnte sich in dieser Kategorie allerdings nicht gegen Alex Thorne, der den Preis für seine Arbeit an PJ Masks gewann, durchsetzen. Nachdem er 2015 auch in einer wiederkehrenden Rolle in drei Episoden von Rogue mitwirkte, wurde er bei dieser Preisverleihung auch in der Kategorie „Bester wiederkehrender Schauspieler in einer Fernsehserie (Drama) – zwischen 13 und 17 Jahren“ nominiert, unterlag schlussendlich jedoch Nikolas Filipovic von Gracepoint. Im nachfolgenden Jahr 2016 wird Mpumlwana im Kurzfilm A Man’s Story von Regisseur Fernando Arrioja und in Justin Kellys Group Home zu sehen sein; beide Filme befinden sich aktuell (Stand: Dezember 2015) in der Postproduktion.

## Filmografie
Filmauftritte (auch Kurzauftritte)
- 2012: The Magic Hockey Skates (Sprechrolle)
- 2013: The Warrior and the Savior
- 2014: The Gabby Douglas Story
- 2020: Akilla’s Escape

Serienauftritte (auch Gast- und Kurzauftritte)
- 2010: Erdferkel Arthur und seine Freunde (Arthur) (Sprechrolle; 1 Episode)
- 2013–2014: Peg + Cat (Sprechrolle; 22 Episoden)
- 2014: Rookie Blue (1 Episode)
- 2015: Rogue (3 Episoden)
- 2017: Murdoch Mysteries (1 Episode)
- 2017: Saving Hope (1 Episode)
- 2018: Ransom (1 Episode)
- 2019: In the Dark
- 2019: Departure (1 Episode)

## Nominierungen
- 2015: Joey Award in der Kategorie „Bester wiederkehrender Schauspieler in einer Fernsehserie (Drama) – zwischen 13 und 17 Jahren“ für sein Engagement in Rogue[2]
- 2015: Joey Award in der Kategorie „Beste männliche Voice-over-Darstellung – zwischen elf und 13 Jahren“ für sein Engagement in Peg + Cat[2]